# Donato Abbatángelo
Donato Oberdán Abbatángelo (n. Buenos Aires; 22 de abril de 1892-?) fue un futbolista argentino. Se desempeñaba como delantero y jugó en varios clubes de Argentina, entre otros Boca Juniors (donde fue capitán) 
, River Plate y Huracán.

## Carrera

### Clubes
Donato empezó jugando en Boca Juniors en 1909 cuando el Xeneize se encontraba en la División Intermedia. Debutó el 2 de mayo en la derrota por 0-1 frente a River Plate "B". Su único gol en esta etapa lo convirtió el 19 de septiembre en la victoria 2-0 sobre Pretender, un equipo desaparecido que jugaba en lo que terminó siendo la cancha de Platense.
Un año más tarde pasó a River Plate que jugaba en la Primera División. Debutó el 20 de marzo en un amistoso frente a Gimnasia y Esgrima de Buenos Aires que terminó 5-3 a favor del Millonario, con un gol de Abbatángelo. Su debut oficial fue el 24 de abril por el campeonato de Primera División, donde River empató a 3 contra el CASI. Su primer gol en la máxima categoría llegaría un mes después, convirtiendo ante Estudiantes de Buenos Aires en un partido que terminó 2-2. Esta temporada no fue muy buena, ya que el equipo terminó entre los últimos lugares y a 5 puntos de Argentino de Quilmes que fue el descendido. De los 27 goles convertidos por River en el torneo, Donato anotó 5 aproximadamente.
Ya en su segundo año, Abbatángelo baja su eficacia goleadora, convirtiendo 3 goles (ante Quilmes, Racing y Alumni).
Donato volvió a Boca Juniors en 1912 cuando el equipo se encontraba en la División Intermedia. Su regreso ocurrió el 14 de abril, dónde el Xeneize venció por 0-4 al desaparecido club Comercio. En dicho partido, el delantero convirtió un gol. Abbatángelo fue muy importante en el torneo, siendo junto a Miguel Elena y Lorenzo Etchart los únicos jugadores en disputar todos los partidos del campeonato. A pesar de salir tercero, una reestructuración que amplió la cantidad de equipos de la Primera División hizo que varios equipos participantes de la segunda categoría ascendieran a la Primera División, por lo que Abbatángelo volvería a jugar en la primera categoría.
En la preparación para el comienzo de Boca Juniors en Primera, se realizaron varios amistosos que Abbatángelo disputó en 3 oportunidades y además convirtió un gol frente a Estudiantes de Buenos Aires.
El 13 de abril de 1913 jugó e hizo un gol en el primer partido de la historia de Boca en la Primera División. El partido  correspondía a la primera fecha del Campeonato de Primera División 1913 frente a Estudiantil Porteño y terminó con un triunfo de Boca 2-4, el cuarto gol convertido por Donato. El jugador nacido en 1892 durante este año disputó 17 partidos y convirtió 9 goles contando el campeonato de Primera y las diferentes copas de la época.
Para 1914 Donato comenzó jugando todos los amistosos de la pretemporada, pero no convirtió goles. Ya en competición oficial, juega 14 partidos y convierte 5 goles entre liga y copa. A pesar de haber bajado su promedio de gol, Abbatángelo se convirtió en uno de los máximos goleadores del club en la temporada.
Después de pasar por Buenos Aires Isla Maciel en 1915, Abbatángelo se convirtió en jugador de Huracán. Durante dos años en el Globo, Donato convirtió 13 goles en 26 partidos.
Se fue de Huracán para en 1918 jugar en Sportivo Buenos Aires. Tras su breve paso, llegó a Lanús, equipo con el que logró el primer ascenso a la Primera División.
Seguiría jugando con Sportivo Buenos Aires por segunda vez hasta 1921.

### Selección
El 15 de agosto de 1913 Abbatángelo fue convocado por la Selección argentina para disputar la Copa Lipton frente a Uruguay. El partido terminó 4-0 a favor de la Albiceleste.

## Clubes
|  | Club                     | País      | Años        | PJ | G  | Media gol. |
|  | ------------------------ | --------- | ----------- | -- | -- | ---------- |
|  | Boca Juniors             | Argentina | 1909        | 4  | 1  | 0,25       |
|  | River Plate              | Argentina | 1910 - 1911 | 32 | 7  | 0,21       |
|  | Boca Juniors             | Argentina | 1912 - 1914 | 47 | 18 | 0,38       |
|  | Buenos Aires Isla Maciel | Argentina | 1915        | ?  | ?  | ?          |
|  | Huracán                  | Argentina | 1915 - 1917 | 26 | 13 | 0,50       |
|  | Sportivo Buenos Aires    | Argentina | 1918        | ?  | ?  | ?          |
|  | Lanús                    | Argentina | 1919        | ?  | ?  | ?          |
|  | Sportivo Buenos Aires    | Argentina | 1920 - 1921 | ?  | ?  | ?          |

## Selección
| Selección     | Año           | Copa Lipton | Copa Lipton | Total | Total | Media goleadora |
| Selección     | Año           | PJ          | G           | PJ    | G     | Media goleadora |
| ------------- | ------------- | ----------- | ----------- | ----- | ----- | --------------- |
| Absoluta      | 1913          | 1           | 0           | 1     | 0     | 0               |
| Absoluta      | Total         | 1           | 0           | 1     | 0     | 0               |
| Total carrera | Total carrera | 1           | 0           | 1     | 0     | 0               |